# Ludwig Hoffmann-Rumerstein

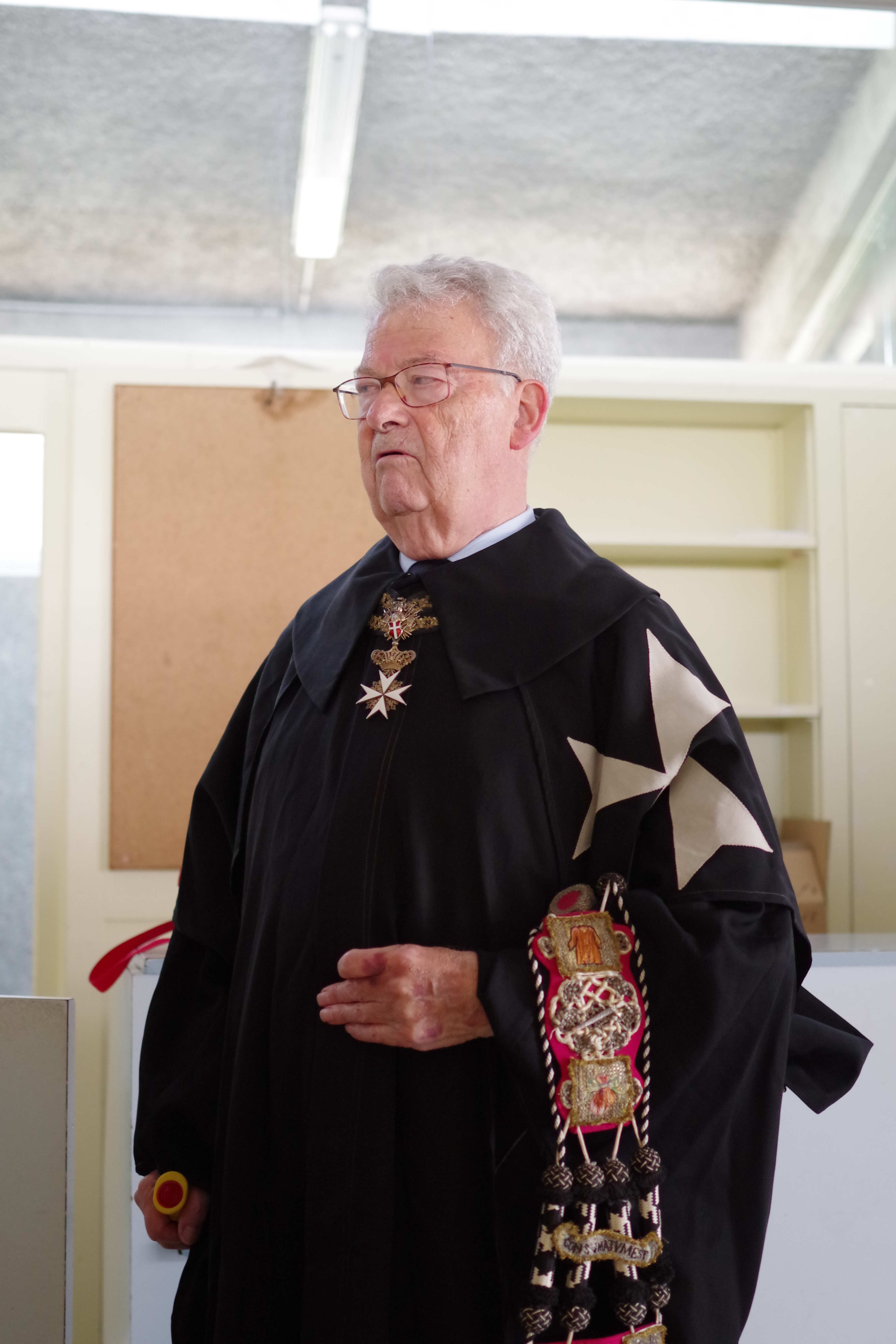
Ludwig Hoffmann-Rumerstein (2018)

Fra’ Ludwig Hoffmann-Rumerstein (* 21. Januar 1937 in Innsbruck; † 13. Dezember 2022 ebenda) war ein Profess-Bailli und von 1994 bis 2004 sowie von 2014 bis 2019 der Großkomtur des Malteserordens. Während der Sedisvakanz des Großmeisteramtes nach dem Rücktritt von Matthew Festing, den Papst Franziskus am 25. Januar 2017 annahm, war er bis zur Wahl von Giacomo Dalla Torre del Tempio di Sanguinetto am 29. April 2017 Großmeister des Malteserordens ad interim.

## Leben
Ludwig Hoffmann-Rumerstein stammte aus der altösterreichischen Familie der Hoffmann von Rumerstein und war der jüngste von vier Söhnen aus der Ehe von Ernst Hoffmann von Rumerstein und 	Pia Hoffmann, geb. Riccabona von Reichenfels. Infolge des Adelsaufhebungsgesetzes hatte die Familie 1919 das Recht zum Gebrauch ihrer Titel verloren. Sein Taufname war Ludwig Franz Xaver Irenäus Joseph Peter Raimund Maria Hoffmann-Rumerstein. 
Ludwig Hoffmann-Rumerstein studierte nach der Matura 1957 zuerst Geschichte und Archäologie, wechselte dann aber zu dem Studium der Rechtswissenschaft an der Universität Innsbruck. Nach seiner Promotion zum Doktor der Rechte 1962 studierte er Philosophie an der Päpstlichen Universität Gregoriana in Rom. 1963 absolvierte er sein Gerichtsjahr und trat 1964 als Konzipient in die Kanzlei Dr. Glaser in Kitzbühel ein. Nach seinem Militärdienst 1965 wechselte er in die Kanzlei Dr. Anton Bauer in Innsbruck, die er 1982 weiterführte, später als Hoffmann und Brandstätter KEG. 2002 schied er aus der aktiven Anwaltstätigkeit aus, führte aber verschiedene Mandate weiter.
Ludwig Hoffmann-Rumerstein starb am 13. Dezember 2022 im Alter von 85 Jahren in Innsbruck.

## Malteserorden
Hoffmann-Rumerstein trat 1970 in den Malteserorden ein. 1984 legte er die ewigen Gelübde ab und wurde damit  Professritter (eine Kombination aus Ritter und Mönch, die sich nur im Malteserorden noch erhalten hat). Im Sinne des Kanonischen Rechts der römisch-katholischen Kirche war er seither Religiose.
Er war 1968 Mitbegründer des Malteser Hilfsdienstes Tirol, ab 1984 Mitglied des Souveränen Rates des Malteserordens. 1971 und 1979 war er Leiter der Gruppe ehrenamtlicher Helfer in Innsbruck und von 1977 bis 1979 deren Kommandant. Von 1979 bis 1986 war er im Verwaltungsrat des Malteser Hospitaldienstes Austria. Zudem war er vier Jahre verantwortlicher Leiter der Lourdes-Krankenwallfahrt des Malteser Hospitaldienstes Austria. Er engagierte sich unter anderem in Zululand in Südafrika 1996 für ein Spital für AIDS-Kranke, das 2002 um ein Kinderheim für Waisen, deren Eltern an AIDS gestorben waren, ergänzt wurde.
Hoffmann-Rumerstein wurde 1994 vom Souveränen Rat für die Zeit bis 2004 zum Großkomtur des Malteserordens gewählt. Im Mai 2014 wurde er erneut vom Generalkapitel zum Großkomtur gewählt. 2017 war er übergangsweise Großmeister des Malteserordens.

## Ehrungen und Auszeichnungen
- 1989: Großes Silbernes Ehrenzeichen am Bande für Verdienste um die Republik Österreich
- 1990: Großoffizier des Verdienstordens der Republik Italien
- 1994: Großes Goldenes Ehrenzeichen am Bande für Verdienste um die Republik Österreich
- 1994: Großkreuz des Verdienstordens der Republik Italien
- 1998: Orden des Weißen Doppelkreuzes (2. Klasse), Slowakei
- 1999: Orden des litauischen Großfürsten Gediminas
- 2009: Großkreuz des Verdienstordens der Republik Ungarn
- 2000: Honorary Companions with Breast Star des National Order of Merit, Malta
- 2004: Ehrenzeichen des Landes Tirol
- 2016: Großkreuz des Sterns von Rumänien
- Großkreuz des Piusordens, Vatikan
- Großoffizier der Ehrenlegion, Frankreich